# Nigeria en los Juegos Paralímpicos de Tokio 2020
Nigeria estuvo representada en los Juegos Paralímpicos de Tokio 2020 por un total de 22 deportistas, 12 mujeres y 10 hombres.

## Medallistas
El equipo paralímpico nigeriano obtuvo las siguientes medallas:
| Nombre                                                    | Deporte                   | Evento                |
| --------------------------------------------------------- | ------------------------- | --------------------- |
| Oro                                                       |                           |                       |
| Flora Ugwunwa                                             | Atletismo                 | Jabalina F54 femenino |
| Latifat Tijani                                            | Levantamiento de potencia | –45 kg femenino       |
| Bose Omolayo                                              | Levantamiento de potencia | –79 kg femenino       |
| Folashade Oluwafemiayo                                    | Levantamiento de potencia | –86 kg femenino       |
| Plata                                                     |                           |                       |
| Loveline Obiji                                            | Levantamiento de potencia | +86 kg femenino       |
| Bronce                                                    |                           |                       |
| Lauritta Onye                                             | Atletismo                 | Peso F40 femenino     |
| Eucharia Njideka Iyiazi                                   | Atletismo                 | Peso F57 femenino     |
| Lucy Ejike                                                | Levantamiento de potencia | –61 kg femenino       |
| Olaitan Ibrahim                                           | Levantamiento de potencia | –67 kg femenino       |
| Tajudeen Agunbiade Victor Farinloye Alabi Olabiyi Olufemi | Tenis de mesa             | Equipo 9-10 masculino |